# Hisayasu Nagata
Hisayasu Nagata (Japans: 永田 寿康, Nagata Hisayasu) (Nagoya, 2 september 1969 – Kitakyushu, 3 januari 2009) was een Japans politicus verbonden aan de DPJ in de Chiba prefectuur.

## Biografie
Nagata studeerde aan de Hoge School voor Jongens Keio Shiki, later studeerde hij aan de universiteit van Tokio en studeerde hier af in 1993. Hierna ging hij werken bij het ministerie van financiën. In 1995 studeerde hij Master of Business Administration aan de universiteit van Universiteit van Californië in Los Angeles. Na zijn studie keerde Nagata weer terug naar Japan alwaar hij in 1999 ontslag nam bij het ministerie van financiën om zo deel te kunnen nemen aan de verkiezingen voor het lagerhuis in de prefectuur van Chiba.
Hisayasu Nagata was eens een veel belovend politicus van de democratische partij, echter diens carrière in de kokkai (Japans parlement) wordt gekenmerkt door talloze gênante blunders en controversiële uitspraken.

### Blunders en controversen
Op 20 november 2000 werd Nagata overgoten met water door mede-parlementslid Kenshiro Matsunami omdat hij had gesuggereerd met het vrouwelijke parlementslid Chikage Ogi het bed te hebben gedeeld. Later claimde Nagata niks te hebben gezegd over mogelijke escapades en wilde enkel verklaren - dat in zijn optiek - toenmalig premier Yoshiro Mori ongeschikt was om het land te leiden.
In november 2002 toen een delinquent omkwam in de gevangenis van Nagoya door extreme waterdruk uit een hogedrukspuit, trachtte Nagata en anderen te bewijzen dat het hier niet om een ongeluk ging maar om nalatigheid van de cipiers. Met een mannequin werd het ongeval gereconstrueerd. Later lekte uit dat ten tijde van het experiment de waterdruk tien keer hoger was dan tijdens het ongeluk. Door deze bevindingen leed Nagata gezichtsverlies en werd hij gedwongen zijn excuses aan te bieden.
Op 11 maart 2004 maakte hij geringschattende opmerkingen over Keizō Obuchi, Yoshiro Mori en Junichiro Koizumi, allen politici. De regerende liberaal-democratische partij protesteerde tegen zijn uitlatingen waarna deze werden verwijderd uit de notulen.
In juli 2005 beschuldigde Nagata de LDP en de Nieuwe Komeito Partij van verkiezingsfraude in de toenmalige verkiezingen. Nagata had echter geen bewijs en had zijn uitlatingen geheel gebaseerd op geruchten, waarna Nagata opnieuw zijn excuses moest aanbieden in het parlement, deze keer aan de LPD en de NKP.
In augustus 2005 was er een vergelijkbaar incident, deze keer beschuldigde Nagata de Komeito organisatie; Soka Gakkai, voor het niet geregistreerd staan als een religieuze groepering. Echter de organisatie staat al geregistreerd sinds 1952, deze spande later die maand een rechtszaak aan tegen Nagata wegens smaad.
Op 16 februari 2006 werd bekend dat een e-mail die Nagata gebruikte om de LPD te beschuldigen van het aannemen van steekpenningen vals is. Volgens de e-mail zou de LPD steekpenningen hebben aangenomen van Takafumi Horie, president directeur van de door schandalen geplaagde internetprovider Livedoor. Toen bekend werd dat de e-mail was verstuurd door een freelance journalist aan Nagata en dat hij deze gebruikte om de LPD te beschuldigen zonder de inhoud van de e-mail te verifiëren, beheerste dit schandaal wekenlang het nieuws. Op 28 februari werd Nagata voor 6 maanden op non-actief gesteld. Naar aanleiding van zijn op non-actiefstelling nam Nagata ontslag op 31 maart 2006.

### Dood
Op 3 januari 2009 pleegde Nagata zelfmoord in de vroege avond door van een elf verdiepingen tellend appartementencomplex te springen. Een afscheidsbrief werd samen met een lege 1,8 literfles shōchū gevonden in het trappenhuis van het appartementencomplex. Uit de afscheidsbrief, die gericht is aan zijn familie, blijkt dat Nagata leed aan psychiatrische problemen. Nagata was meermaals gehospitaliseerd nabij het appartementencomplex en was recentelijk ontslagen uit het ziekenhuis voor een zelfmoordpoging die hij had ondernomen in november 2008. Hisayasu Nagata is 39 jaar oud geworden.